# Lustbühel
Der Lustbühel ist ein 489 m ü. A. hoher Hügel im österreichischen Bundesland Steiermark. Die Erhebung befindet sich im Osten der Landeshauptstadt Graz und ist für die Lage des gleichnamigen Schlosses, des Observatoriums Graz-Lustbühel und als beliebtes Naherholungsgebiet bekannt. Seit 1989 besteht zudem ein kleines Naturschutzgebiet.

## Lage und Umgebung
Die Erhebung des Lustbühel liegt an einem etwa West-Ost-verlaufenden Riedel in den Grazer Stadtbezirken Waltendorf und St. Peter. Nord- und Westseite sowie der südliche Ausläufer (Neue-Welt-Höhe) sind dicht besiedelt, während die Südostseite von Wäldern und Grünland bedeckt ist, die teilweise als Naturschutzgebiet ausgewiesen sind. In diesem Bereich liegt die Quelle des Petersbaches, der einen Großteil von St. Peter entwässert. Nördlich ist der Hügel mit dem Ruckerlberg (Rudolfshöhe) verbunden. Das Schloss mit Streichelzoo und Mostschenke sowie das Observatorium (mit Satellitenstation) sind von der Bushaltestelle Schloss Lustbühel an der Waltendorfer Hauptstraße in wenigen Minuten erreichbar. Der gesamte Lustbühel ist Teil des Landschaftsschutzgebiets Nördliches und östliches Hügelland von Graz (LSG-30).

## Geologie
Der Lustbühel ist aus miozänen Sanden, Tonen und Schottern aufgebaut. Das Liegende bilden die sogenannten Waldhof-Schichten und Untersarmat mit vereinzelten Feinkieslagen. Der höhere Tonanteil macht diese im Gegensatz zum Hangenden wasserundurchlässig. Aufgrund von Wechsellagerungen kommt es so in den Hanglagen zu Rutschungen. Die bindigen, oft verdichteten Böden werden von den Hangwässern beeinflusst und ermöglichen in kleinen Mulden die Entstehung von Hangmoorfragmenten.

## Flora und Fauna

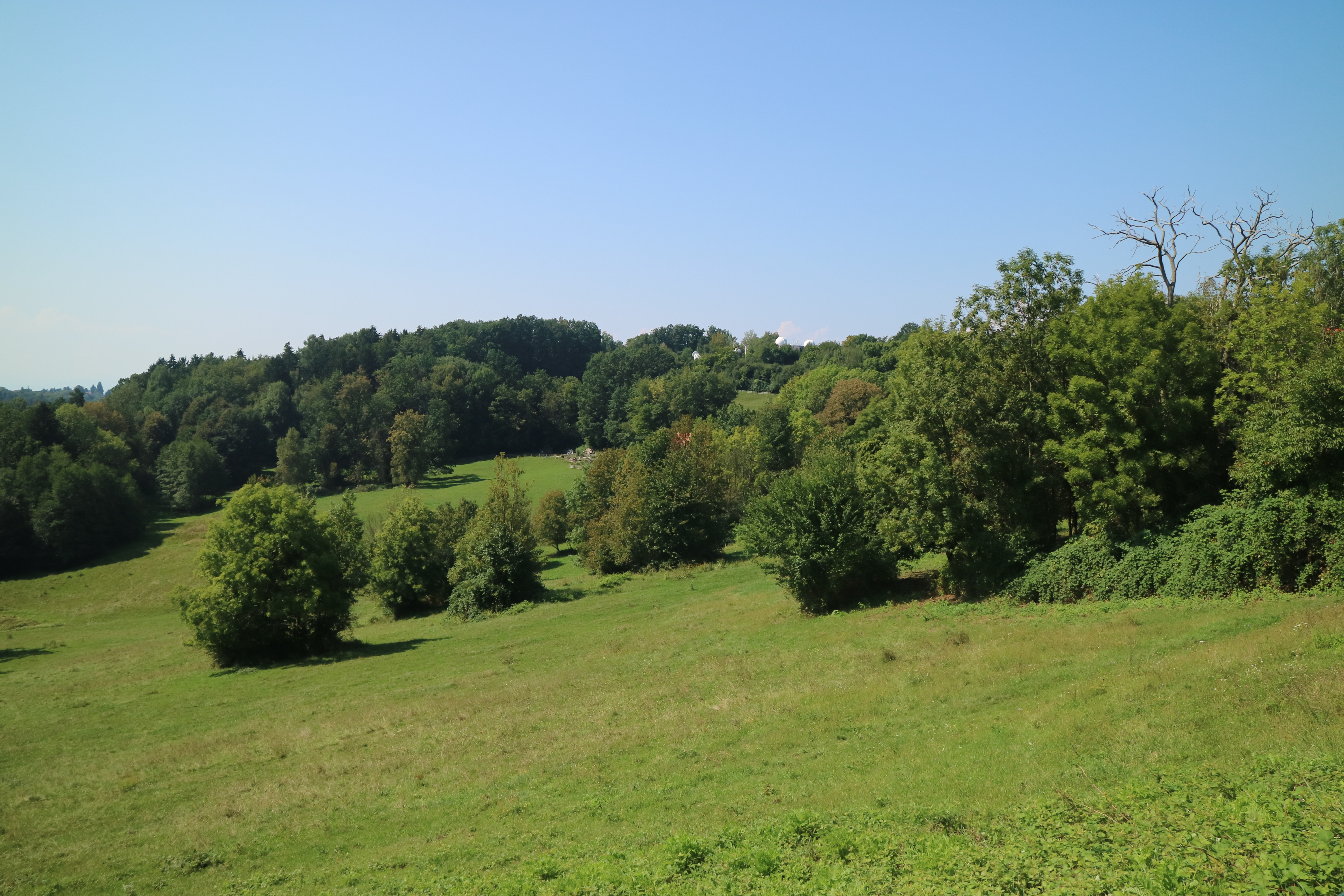
Heuwiesen am Lustbühel

Der natürlich gegliederte Südosthang des Lustbühels stellt eine durch Feldgehölze und Obstbäume reichlich strukturierte Kultur- und Naturlandschaft dar. Den oberen Teil des Hanges bilden artenreiche Heuwiesen mit Wiesen-Fuchsschwanz, Großem Wiesenknopf und Wiesen-Schaumkraut, die in den Sommermonaten als Viehweide dienen. Dort, wo die Hangwässer zu Tage treten, haben sich Feucht- und Fettwiesen gebildet, die von Arten wie Kuckuckslichtnelke, Bach-Kratzdistel und Waldsimse bestimmt werden. Diese vernässten Standorte treten im Mosaik mit fragmentarischen Pfeifengraswiesen und Hangmooren auf. Angrenzend finden sich kleinere Magerwiesenstandorte. In der Senke am Petersbach besteht ein Schwarzerlen-Bruchwald mit Sumpf-Schachtelhalm, Sumpfdotterblume und Bitterem Schaumkraut sowie im Quellbereich Flatter-Binse.
Am 8. März 1989 wurde von der steiermärkischen Landesregierung ein Naturschutzgebiet mit dem Namen „Teile des Lustbühels“ verordnet. Das Gebiet mit einer Fläche von 2,73 ha umfasst neben den wertvollen Feuchtwiesenlebensräumen einen Teil des Erlenwaldes. Eine botanische Besonderheit ist das Vorkommen der geschützten Hunds-Zahnlilie. Während die Wiesen Schmetterlingsarten wie den Wiesenknopf-Ameisenbläuling beheimaten, dienen die Wasserstellen am Hangfuß als Habitat für Erdkröte, Laubfrosch, Grasfrosch und Feuersalamander. Eine Bestandsaufnahme der Zikadenfauna im Hinblick auf den Einfluss der extensiven Landwirtschaft ergab 42 verschiedene Arten, wovon die Diademzirpe (Cosmotettix caudatus) erstmals in Österreich festgestellt werden konnte.

## Galerie

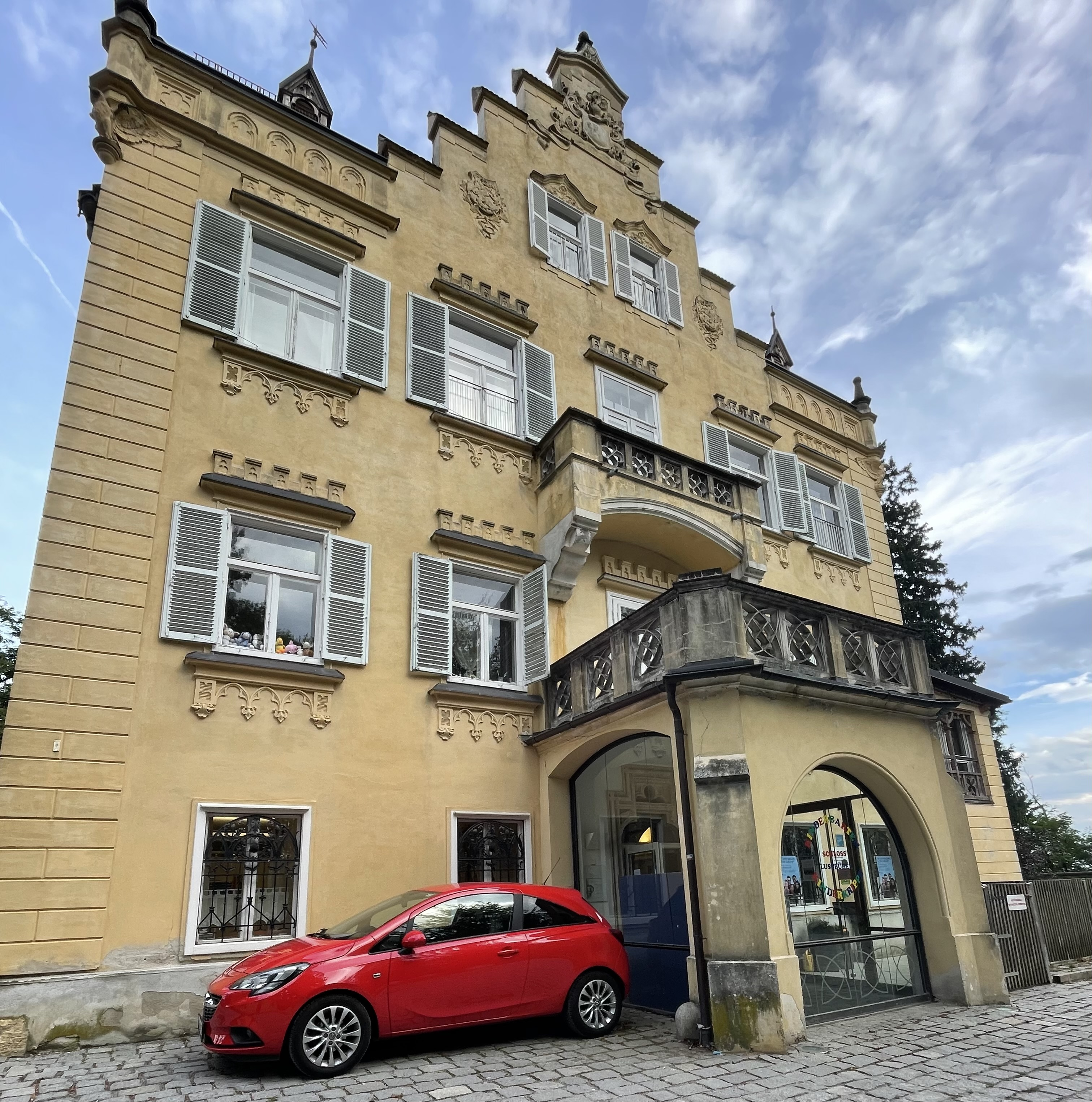
Schloss Lustbühel
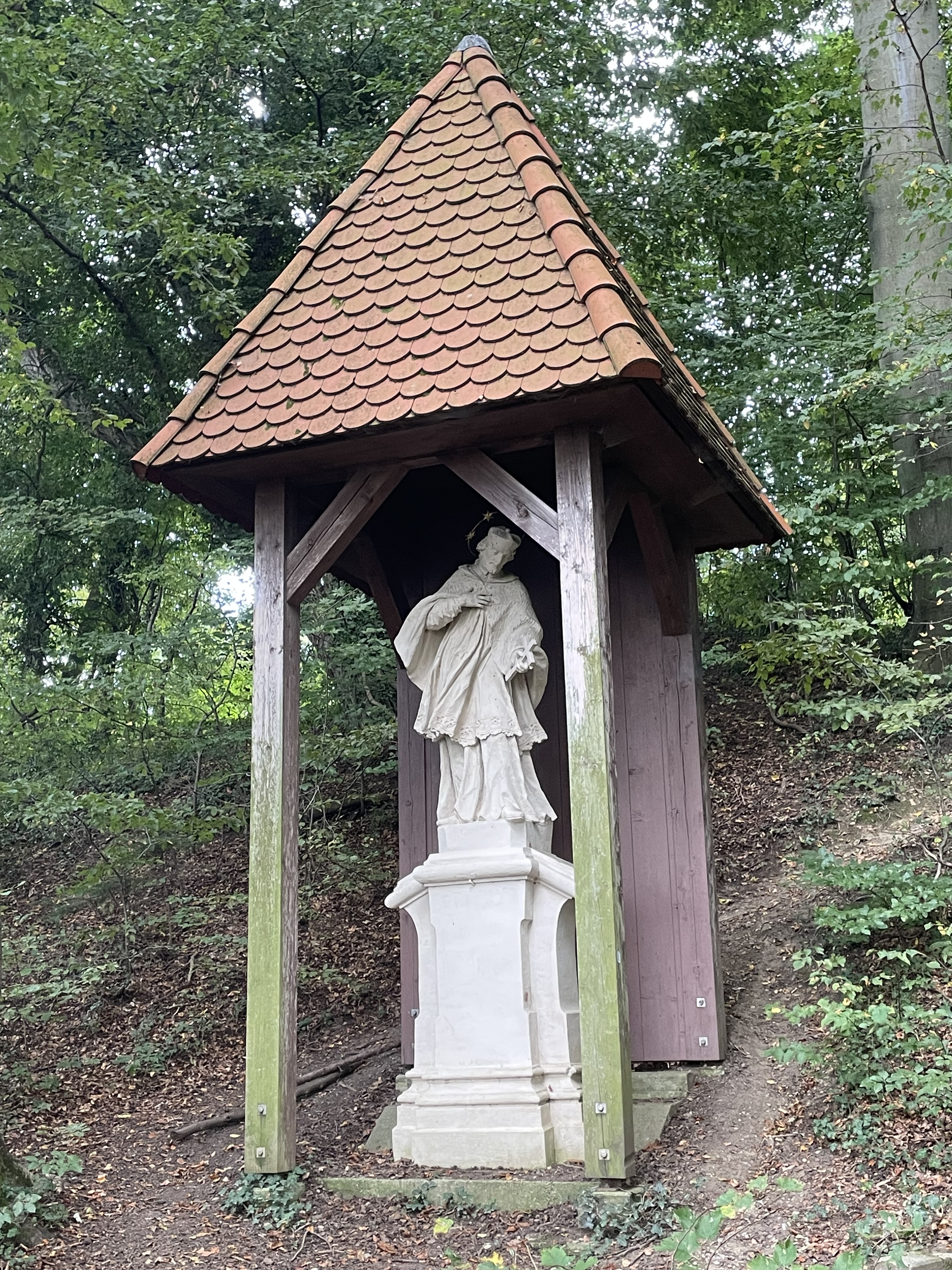
Statue des Heiligen Johannes Nepomuk